# Liste der Bodendenkmale in Wolmirstedt
In der Liste der Bodendenkmale in Wolmirstedt sind alle Bodendenkmale der Gemeinde Wolmirstedt und ihrer Ortsteile aufgelistet. Grundlage ist die Auflistung von Johannes Schneider aus dem Jahr 1986. Die Baudenkmale sind in der Liste der Kulturdenkmale in Wolmirstedt aufgeführt.

Der Link (Karte oder Lage) führt zu verschiedenen Kartendiensten mit der Position des Kulturdenkmals. Fehlt dieser Link, wurden die Koordinaten noch nicht eingetragen. Sind diese bekannt, können sie über ein Tool mit einer Kartenansicht einfach nachgetragen werden. In dieser Kartenansicht sind Kulturdenkmale ohne Koordinaten mit einem roten bzw. orangen Marker dargestellt und können durch Verschieben auf die richtige Position in der Karte mit Koordinaten versehen werden. Kulturdenkmale ohne Bild sind an einem blauen bzw. roten Marker erkennbar.

| Denkmal-ID | Fundart | Ortsteil    | Bezeichnung                               | Zeitstellung | Lage                                  | Bemerkungen                                                                          | Bild |
| ---------- | ------- | ----------- | ----------------------------------------- | ------------ | ------------------------------------- | ------------------------------------------------------------------------------------ | ---- |
| ?          |         | Elbeu       | Abgetragene Niederungsburg „Hildagsburg“  |              | Östlich des Orts ()                   | Ausgrabung Landesmuseum Halle 1927                                                   |      |
| ?          |         | Farsleben   | Höhenburg „Schwedenschanze“ mit Grabhügel |              | Nördlich des Orts (Lage)              | liegt im Wandergebiet „Mordalberg“                                                   |      |
| ?          |         | Wolmirstedt | Überbaute Höhenburg, Schloss              |              | Südrand der Altstadt (Lage)           | Ausgrabungen seit 1979 durch Landesmuseum und Kreismuseum im Zuge der Rekonstruktion |      |
| ?          |         | Wolmirstedt | Burghügel „Fuchsberge“                    |              | Elbniederung, südlich des Orts (Lage) |                                                                                      |      |